# Гланда
Гланда (Гланде, в крещении Ри́хард) — упомянутый в «Хронике земли Прусской» Петра из Дусбурга (Дусбург, Хроника, III, 89), вождь прусского племени самбийцев возглавивший свой народ во время Великого прусского восстания (1260—1274) против папских крестовых походов, предпринятых рыцарями Тевтонского ордена.
О жизни Гланды практически ничего известно, кроме того что он был избран вождем самбийцев во время Великого прусского восстания. В 1262 году в бою с немецкими рыцарями у залива Фрише-Нерунг близь Кёнигсберга, Гланда был сражён копьем, от копья вскоре пал и его помощник Свайно. Видя гибель своих лидеров, с суматохе и отчаянии самбийцы отступили. Вождь натангов Геркус Мантас подоспел на помощь, но сам был тяжело ранен копьем. Самбийцы стали первым прусским племенем, сложившим своё оружие и сдавшиеся в 1265 году.

### Имя
Имя Гланде (нем. Glande) исследователи возводят к прусскому корню glands- — «утешение».